# شيلدون جونسون
شيلدون جونسون (بالإنجليزية: Sheldon Johnson)‏ هو سياسي أمريكي، ولد في 25 مارس 1954 في براهام في الولايات المتحدة. حزبياً، نشط في حزب العمال المزارعين الديمقراطيين في مينيسوتا والحزب الديمقراطي. وقد انتخب عضو مجلس نواب مينيسوتا.

## وصلات خارجية
- الموقع الرسمي